# IMViC

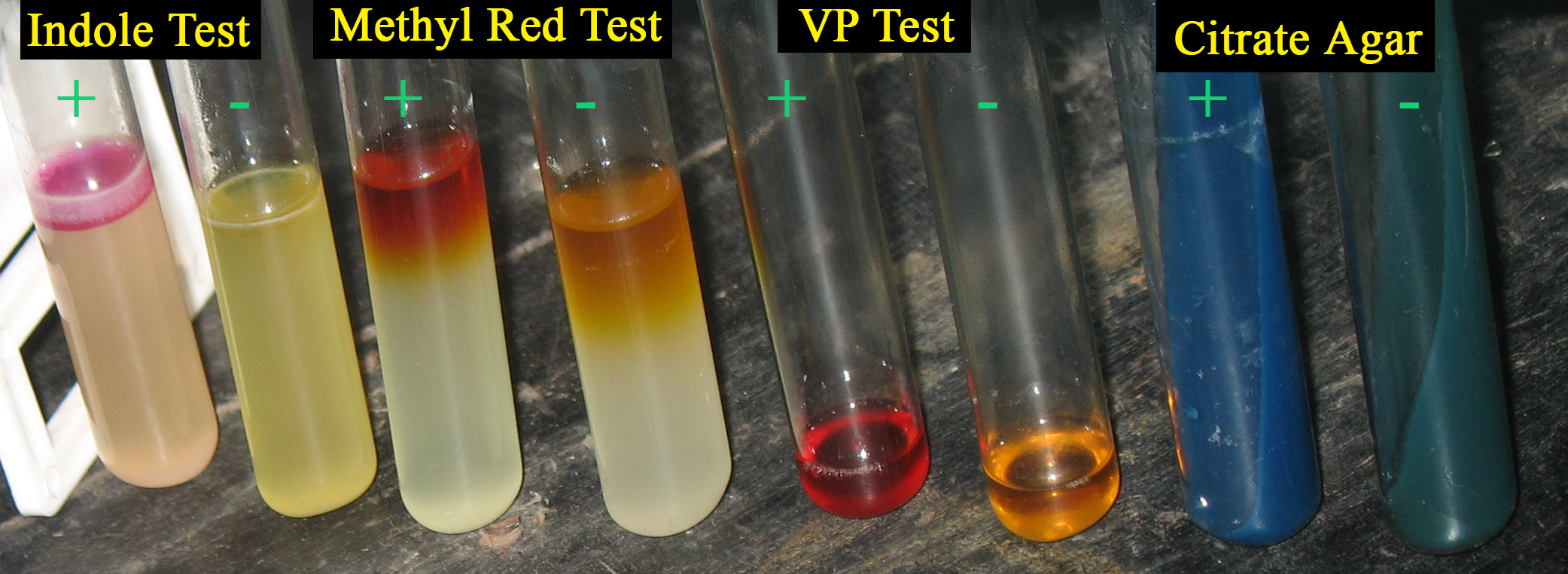
IMViC-monsters

IMViC, een acroniem voor indool, methylrood, Voges-Proskauer en citraat, is een serie van vier verschillende microbiologische testen die gebruikt worden om coliforme bacteriën te identificeren.

## Indooltest
De indooltest toont het enzym tryptofanase aan dat tryptofaan uit eiwitten splitst, waarbij indool ontstaat. Om het te testen moet er het Kovac's reagens aan toegevoegd worden. Bij een positieve omzetting zal er hier een roze/rode ring aan de bovenkant ontstaan.

## Methylroodtest
Bij de methylroodtest wordt er getest op de productie van zuren. De pH-indicator methylrood is toegevoegd om een rode kleur te geven als de pH lager dan 4,2 wordt. Boven ongeveer de pH van 6,2 zal de buis een gelige kleur houden. 

## Voges-Proskauertest
De Voges-Proskauertest gebruikt α-naftol en KOH om de aanwezigheid van acetylmethylcarbinol (acetoïne) te testen. Dit acetoïne is een tussenproduct van de 2,3-butaandiol vergisting. Na toevoegen van α-naftol en KOH wordt bij een positieve test de kleur roze/rood. Bij een negatieve test zal deze geel gekleurd zijn

## Citraattest
De citraattest toont het vermogen aan of de bacterie het enzym citratase aan kan maken. De test bevat citraat en ammonium-ionen en broomthymolblauw als indicator. Wanneer de test positief is zal de citraat verbruikt worden en zal de test blauw kleuren. Bij een negatieve test blijft deze groen.